# Siduping (sockenhuvudort i Kina, Hunan Sheng, lat 28,93, long 110,43)
Siduping är en sockenhuvudort i Kina. Den ligger i provinsen Hunan, i den södra delen av landet, omkring 260 kilometer väster om provinshuvudstaden Changsha. Antalet invånare är 10 093. Befolkningen består av 4 776 kvinnor och 5 317 män. Barn under 15 år utgör 16,0 %, vuxna 15-64 år 71 %, och äldre över 65 år 11,0 %.
Runt Siduping är det ganska tätbefolkat, med 100 invånare per kvadratkilometer. Närmaste större samhälle är Houping, 18,5 km nordväst om Siduping. I omgivningarna runt Siduping växer i huvudsak blandskog.
Genomsnittlig årsnederbörd är 1 926 millimeter. Den regnigaste månaden är maj, med i genomsnitt 396 mm nederbörd, och den torraste är december, med 31 mm nederbörd.